# Acantharctia vittata
Acantharctia vittata är en fjärilsart som beskrevs av Aurivillius 1900. Acantharctia vittata ingår i släktet Acantharctia och familjen björnspinnare. Inga underarter finns listade i Catalogue of Life.